# Gustavo Martín Garzo
Gustavo Martín Garzo (Valladolid, 1948) és un escriptor espanyol. Llicenciat en Filosofia i Lletres en l'especialitat de Psicologia, és fundador de les revistes literàries Un ángel más i El signo del gorrión. Ha col·laborat amb els seus articles en els mitjans més importants del país i ha participat en múltiples congressos de literatura. Està casat amb la també escriptora Esperanza Ortega.

## Obra literària

### Narrativa
- Luz no usada (Consejería de Educación y Cultura, 1986)
- Una tienda junto al agua (Los infolios, 1991)
- El amigo de las mujeres (Caja España, 1991). Premio Emilio Hurtado. Relatos
- El lenguaje de las fuentes (Lumen, 1993). Premio Nacional de Narrativa
- Marea oculta (Lumen, 1993). Premio Miguel Delibes
- La princesa manca (Ave del Paraíso, 1995)
- La vida nueva (Lumen, 1996)
- Los cuadros del naturalista (Alianza, 1997)
- Ña y Bel (Ave del Paraíso, 1997)
- El pequeño heredero (Lumen, 1997)
- Las historias de Marta y Fernando (Destino, 1999). Premi Nadal
- El valle de las gigantas (Destino, 2000)
- La soñadora (Areté-Lumen, 2001)
- Pequeño manual de las madres del mundo (R que R, 2003), reeditado como Todas las madres del mundo (Lumen, 2010). 50 relatos breves
- Los amores imprudentes (Areté-Lumen, 2004)
- Mi querida Eva (Lumen, 2006). Premi Mandarache (2008)
- El cuarto de al lado (Lumen, 2007)
- El jardín dorado (Lumen, 2008)
- La carta cerrada (Lumen, 2009)
- Tan cerca del aire (Plaza & Janés, 2010). Premi de Novel·la Ciutat de Torrevella
- Y que se duerma el mar (Lumen, 2012). Esta obra fue finalista del Premi de la Crítica de Castella i Lleó en 2013.[1]
- La puerta de los pájaros (Impedimenta, 2014). Con ilustraciones de Pablo Auladell
- Donde no estás (Destino, 2014). Obra finalista del Premi de la Crítica de Castella i Lleó en 2016.[2]
- No hay amor en la muerte (Destino, 2017).[3]

### Narrativa infantil
- Una miga de pan (Siruela, 2000). Finalista del Premi Nacional de Literatura Infantil i Juvenil
- Tres cuentos de hadas (Siruela, 2003). Premi Nacional de Literatura Infantil i Juvenil
- Dulcinea y los caballeros dormidos (Edelvives, 2005). Àlbum il·lustrat
- Un regalo del cielo (SM, 2007). Àlbum il·lustrat
- El pacto del bosque (El jinete azul, 2010). Àlbum il·lustrado

### Assaig
- El pozo del alma (Anaya, 1995)
- El hilo azul (Aguilar, 2001). Recopilació d'articles periodístics
- El libro de los encargos (Areté-Lumen, 2003)
- La calle del paraíso (El pasaje de las letras, 2006). Recopilació d'articles periodístics
- Sesión continua (El pasaje de las letras, 2008)
- Una casa de palabras (2013)

## Llibres col·lectius
- Participà en Nocturnario (2016), un llibre col·lectiu amb collages d'Ángel Olgoso en el qual 101 escriptors hispanoamericans van aportar un text per acompanyar cadascuna de les imatges.[4]

## Premis
- 1991: Premi Emilio Hurtado per El amigo de las mujeres  al millor llibre de relats
- 1993: Premi Miguel Delibes per Marea oculta
- 1994: Premio Nacional de Narrativa per El lenguaje de las fuentes
- 1999: Premi Nadal por Las historias de Marta y Fernando
- 2004: Premi Nacional de Literatura Infantil i Juvenil per Tres cuentos de hadas
- 2006: Premi Castella i Lleó de las Lletres. A toda una carrera
- 2008: Premi Mandarache per Mi querida Eva
- 2010: Premi de Novel·la Ciutat de Torrevella per Tan cerca del aire[5]